# سیارک ۲۰۸۳۹
سیارک ۲۰۸۳۹ (به انگلیسی: 20839 Bretharrison، نامگذاری:2000US55) بیست هزار و هشتصد و سی و نهمین سیارک کشف شده‌است که در ۲۴ اکتبر ۲۰۰۰ کشف شد.
قدر مطلق سیارک برابر ۱۵.۵ است.